# Гинзбург, Борис Морисович
Борис Морисович Гинзбург (26 сентября, 1920, Москва —24 или 25 мая, 2012, Москва) — советский, российский учёный-гидролог, доктор географических наук, профессор, заслуженный деятель науки России. Один из основоположников науки о прогнозах ледового режима рек и водохранилищ.

## Биография
Борис Морисович Гинзбург родился в 1920 году. Отец — Мориц Моисеевич Гинзбург (1888—1988), родом из Николаева, основатель кафедры медицинской и биологической физики в Московском государственном медико-стоматологическом университете, которой заведовал в 1936—1972 годах. Мать — Сарра Ильинична Гинзбург (урождённая Шапиро, 1884—1980).
- 1937 г. — окончил московскую школу № 175 (бывшую образцовую школу № 25, изменившую название и номер в год и месяц окончания школы)
  - в этом же году поступил на первый курс Московского гидрометеорологического института.
- 1940 г. — женился на Таубиной Лиле Романовне.
- июль 1941 г. - август 1943 г. — проходит службу в Красной Армии, в войсках Ленинградского фронта в штабной батарее 55 Армии[4].
- Член ВКП(б) с 1943 г.

В августе 1943 г. Борис Морисович был откомандирован для завершения образования на гидрологический факультет Московского высшего военного гидрометеорологического института, который закончил в июле 1944 г. и тогда же был направлен на работу в Центральный институт прогнозов, который в то время функционировал в режиме военного учреждения.
- 1949 г. — кандидат технических наук,
- 1972 г. — доктор географических наук.
- 1985 г. — профессор.
- 1985 г. - 1995 г. — председатель Государственной экзаменационной комиссии на географическом факультете МГУ.
- 2001 г. — Заслуженный деятель науки Российской Федерации.

Всю жизнь проработал в Гидрометцентре СССР (позднее РФ). В 2001 году Борис Морисович вышел на пенсию по состоянию здоровья, однако до конца жизни продолжал работать.
В Гидрометцентре работал в должности руководителя лаборатории ледовых прогнозов. 
Под его руководством 12 молодых специалистов защитили кандидатские диссертации.
Умер в 2012 году. Урна с прахом захоронена в закрытом колумбарии Нового Донского кладбище.

### Научная деятельность
Борис Морисович — автор монографии (2005). Он, также, был одним из основных авторов томов, посвящённых прогнозам ледовых явлений: «Руководство по гидрологическим прогнозам».
Отдельно следует отметить его участие в выполнении правительственных заданий, таких как перегон глубокосидящих судов по Северо-Двинской транспортной системе, гидрологическое обслуживание спецмероприятий, проводимых ВМФ СССР, обслуживание зимних навигаций на Днепровских водохранилищах.

## Награды
Медали:
- «За оборону Ленинграда»,
- «За победу над Германией»,
- бронзовая медаль ВДНХ
- серебряная медаль ВДНХ
- юбилейные медали.

Памятные знаки:
- «Отличник Гидрометслужбы СССР»,
- «Почётный работник Гидрометслужбы России»,
- «Отличник речного флота».

Почётные грамоты:
- ГУГМС СССР,
- Госкомгидромета,
- Росгидромета и
- Президиума Верховного Совета РСФСР.

В 1970 г. имя Бориса Морисовича было занесено в Книгу Почёта Гидрометцентра СССР.